# 5862 Sakanoue
Az 5862 Sakanoue (ideiglenes jelöléssel 1983 AB) a Naprendszer kisbolygóövében található aszteroida. Tsutomu Seki fedezte fel 1983. január 13-án.